# Спортивная школа № 10 (Уфа)
Спортивная школа олимпийского резерва № 10 — специализированная детско-юношеская спортивная школа олимпийского резерва в Лесопарковом районе города Уфы. При школе действует один из стадионов Уфы.
Среди воспитанников — О. Н. Некрасова, а также 22 мастера спорта России.

## Описание
Действуют отделения футбола, хоккея с мячом для девушек. В школе занимается свыше 700 учащихся. При школе действует команда «Надежда».
Имеет площадку для мини-футбола 60×20 м; учебный класс для теоретических занятий.

## История
Создана в 1980 как детско-юношеская спортивная школа № 10.
В 2004 получила статус школы олимпийского резерва. В 2008 работало 16 тренеров-преподавателей. В 2009, в составе сборной команды России, В. А. Казакова, Ю. И. Садыкова, Д. Р. Саитгареева стали чемпионками мира по хоккею с мячом среди девушек.

## Стадион «Олимп»
Футбольный и хоккейный стадион. Имеет футбольное поле 90×60 м с искусственным покрытием и трибунами на 500 мест. Зимой действует каток. Стадион также используется средней школой № 49.
Являлся домашним стадионом футбольного клуба «Агидель» и клуба по хоккею с мячом «Кировец».